# 忠類ナウマン象記念館
忠類ナウマン象記念館（ちゅうるいナウマンぞうきねんかん）は、北海道中川郡幕別町にある自然・科学博物館である。1988年創立。
1969年に旧忠類村で発見・発掘されたナウマン象化石を記念して建設され、建物の平面構成はナウマン象の姿をイメージした形になっている。

## 概要
- 住所：〒089-1701 北海道中川郡幕別町忠類白銀町383-1
- 開館時間：午前9時 - 午後5時
- 休館日：火曜日・年末年始[2]

## 近隣の施設
- 道の駅忠類
- ナウマン温泉